# Rio Loing
O rio Loing é um rio localizado na França. Tem 166 km, é afluente do rio Sena (Seine) pela margem esquerda e atravessa os departamentos de Yonne, Loiret e Seine-et-Marne.

## Comunas atravessadas

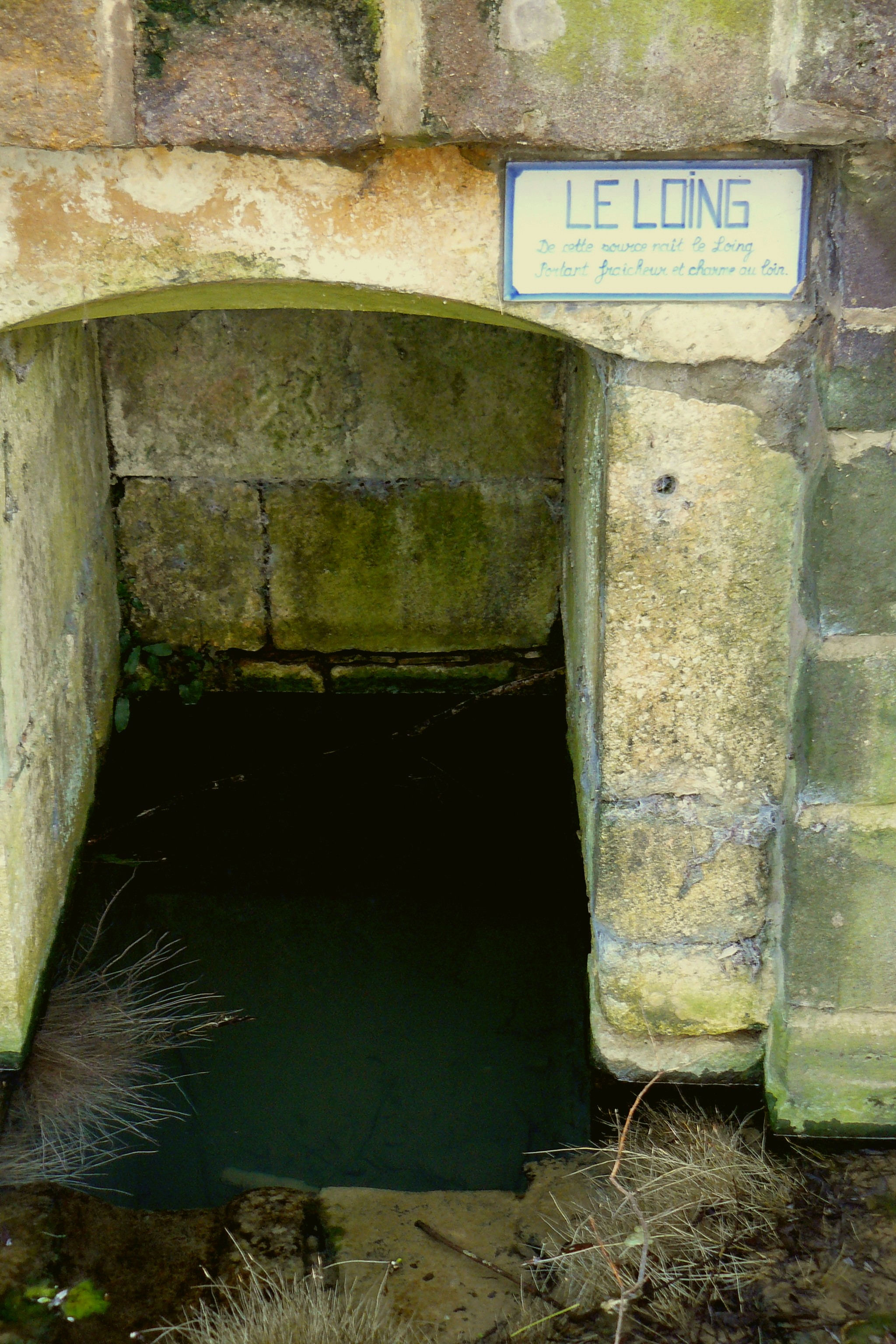
Nascente do Loing, em Sainte-Colombe-sur-Loing.

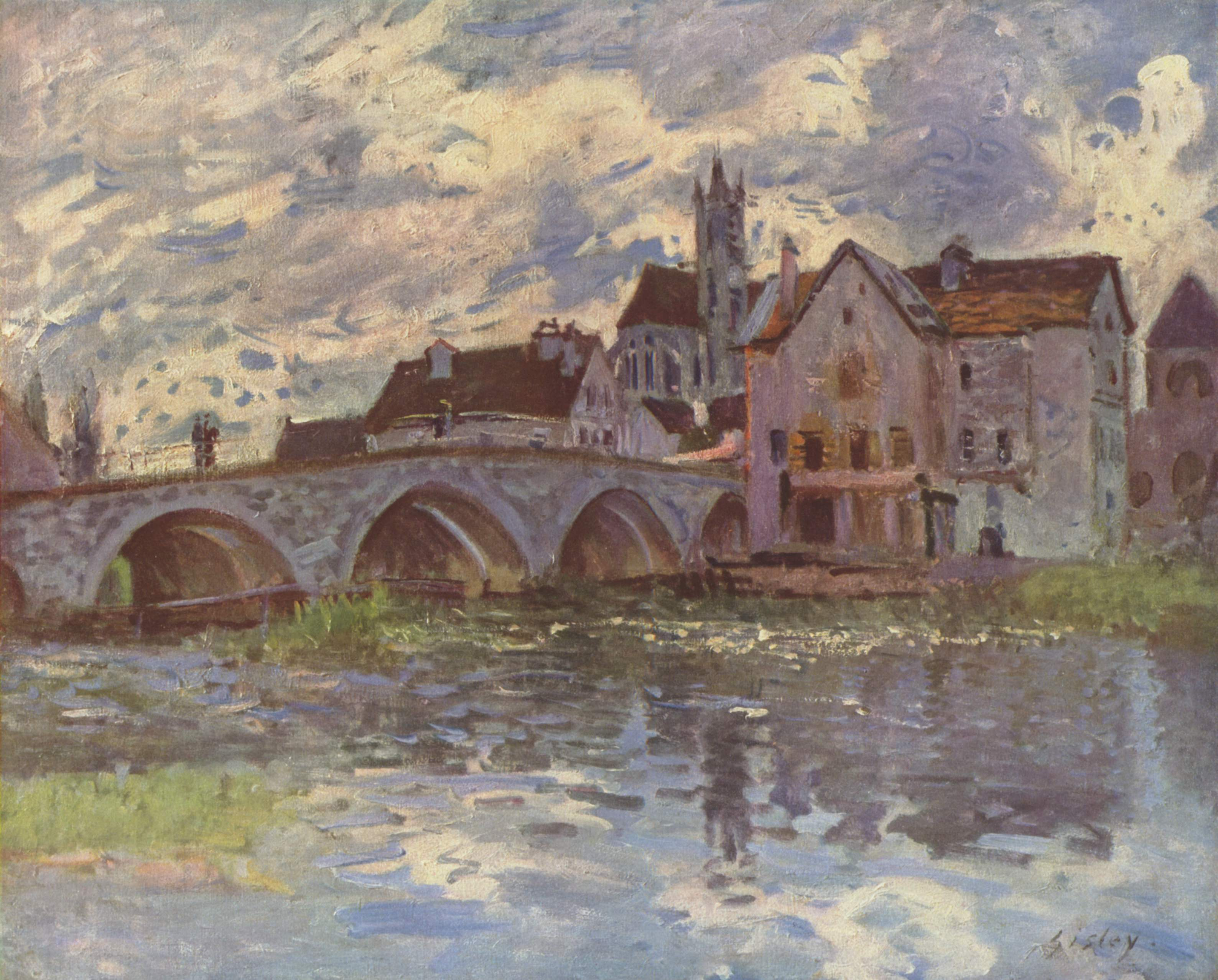
A ponte de Moret-sur-Loing pintada por Alfred Sisley.

Atravessa as seguintes comunas:
Departamento de Yonne
Sainte-Colombe-sur-Loing ~ Saint-Sauveur-en-Puisaye ~ Moutiers-en-Puisaye ~ Saint-Fargeau ~ Saint-Martin-des-Champs ~ Saint-Privé ~ Bléneau ~ Rogny-les-Sept-Ecluses
Departamento de Loiret
Dammarie-sur-Loing ~ Sainte-Geneviève-des-Bois ~ Châtillon-Coligny ~ Montbouy ~ Montcresson ~ Conflans-sur-Loing ~ Amilly ~ Montargis ~ Châlette-sur-Loing ~ Cepoy ~ Girolles ~ Fontenay-sur-Loing ~ Nargis ~ Dordives
Departamento de Seine-et-Marne
Château-Landon ~ Souppes-sur-Loing ~ La Madeleine-sur-Loing ~ Poligny ~ Bagneaux-sur-Loing ~ Saint-Pierre-lès-Nemours ~ Nemours ~ Montcourt-Fromonville ~ Grez-sur-Loing ~ Bourron-Marlotte ~ Montigny-sur-Loing ~ La Genevraye ~ Épisy ~ Écuelles ~ Moret-sur-Loing ~ Veneux-les-Sablons ~ Saint-Mammès